# 昭和バカ噺子 -林家木久扇物語-
『昭和バカ噺子 -林家木久扇物語-』（しょうわばかばやし はやしやきくおうものがたり）は、『コミック・ガンボ』に連載していた日本の漫画。作画ははまのらま、原作はどいーん、原案は林家木久扇。
掲載誌が2007年12月に休刊したため未完となっている。
連載開始当初は林家木久扇を名乗る以前だったため、「林家木久蔵物語」という副題だった。

## 内容
林家木久扇（初代林家木久蔵）の自伝的作品。少年期と3代目桂三木助への入門、三木助死去による林家正蔵門下への移籍などを木久蔵ラーメンをはじめとした木久扇の修業時代の様々ないきさつと共にコミカルに描いている。後半は落語にちなんだネタも多かった。

## 登場人物
自伝的作品という性格から、木久扇に近い人物が実名で登場している。
- 三代目桂三木助
最初の師匠。
- 八代目林家正蔵
後の林家彦六。桂三木助死去後の木久蔵の師匠。

その他、林家三平、ラーメンの神様なども登場している。

## コミックス
株式会社デジマから2巻まで刊行された。
1. 昭和バカ噺子 -林家木久扇物語- 1（2007年10月25日、ガンボコミックス デジマ）ISBN 978-4-903955-03-2
2. 昭和バカ噺子 -林家木久扇物語- 2（2007年10月25日、ガンボコミックス デジマ）ISBN 978-4-903955-04-9